# Tessa De Josselin
Tessa De Josselin es una actriz australiana, más conocida por haber interpretado a Sam en la serie In Your Dreams y a Billie Ashford en la serie Home and Away.

## Biografía
Tiene un hermano mayor.
Practica surf y ha competido a nivel profesional.

## Carrera
Participa con el Australian Theatre for Young People.
Apareció en la primera temporada de la serie documental Manly Surf.
En 2012 apareció como invitada en la serie Tricky Business, donde dio vida a Krista. En 2013 se unió al elenco de la serie In Your Dreams, donde interpretó a Samantha "Sam" Hazelton hasta el final de la serie ese mismo año. El 27 de abril de 2015, se unió al elenco de la popular serie australiana Home and Away, donde interpretó a Billie Ashford. Su primera aparición en la serie fue hasta el 22 de julio de 2015; sin embargo, regresó a la serie el 8 de diciembre del mismo año hasta el 15 de febrero de 2017.

## Filmografía

### Series de televisión
| Año         | Título          | Personaje      | Notas                       |
| ----------- | --------------- | -------------- | --------------------------- |
| 2018        | Dead Lucky      | Jess Roberts   | 4 episodios                 |
| 2015 - 2017 | Home and Away   | Billie Ashford | 139 episodios               |
| 2013 - 2015 | In Your Dreams  | Sam Hazelton   | 52 episodios                |
| 2015        | Ready for This  | Macy "Mace"    | 3 episodios                 |
| 2012        | Tricky Business | Krista         | episodio "Secrets and Lies" |

### Películas
| Año  | Título          | Personaje      | Notas                                                                                             |
| ---- | --------------- | -------------- | ------------------------------------------------------------------------------------------------- |
| 2015 | Holding the Man | Anna Conigrave | junto a Sarah Snook, Guy Pearce, Anthony LaPaglia, Ryan Corr, Kerry Fox, Lee Cormie y Craig Stott |
| 2013 | Drift           | Pele           | corto - junto a Jack Martin, Jared Ziegler y Tyler Sneddon                                        |
| 2013 | Nerds in Love   | Jess           | corto - junto a Lawrence Leung, Stan Walker y Alice Harvey                                        |

### Apariciones
| Año | Programa   | Notas |
| --- | ---------- | ----- |
| -   | Manly Surf | -     |

### Teatro
| Año | Obra  | Personaje | Notas |
| --- | ----- | --------- | ----- |
| -   | Skate | Stella    | -     |